# Peribleptos-Kloster (Mystras)

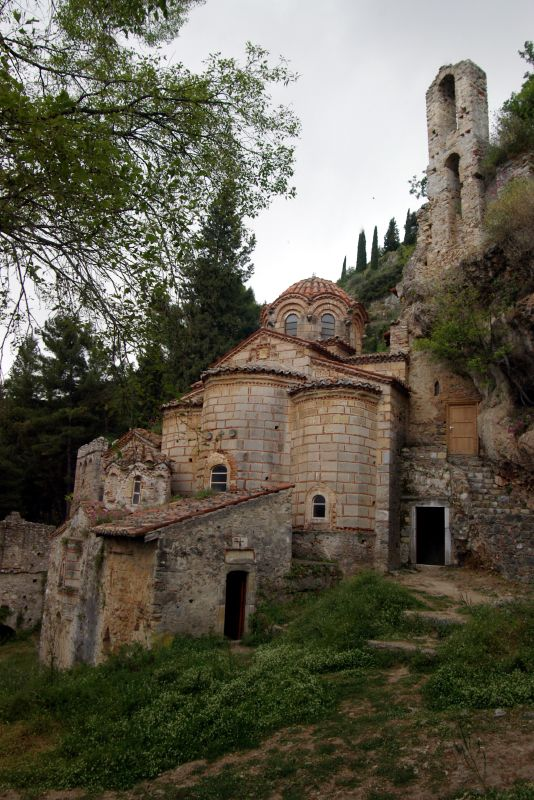
Peribleptos-Kloster

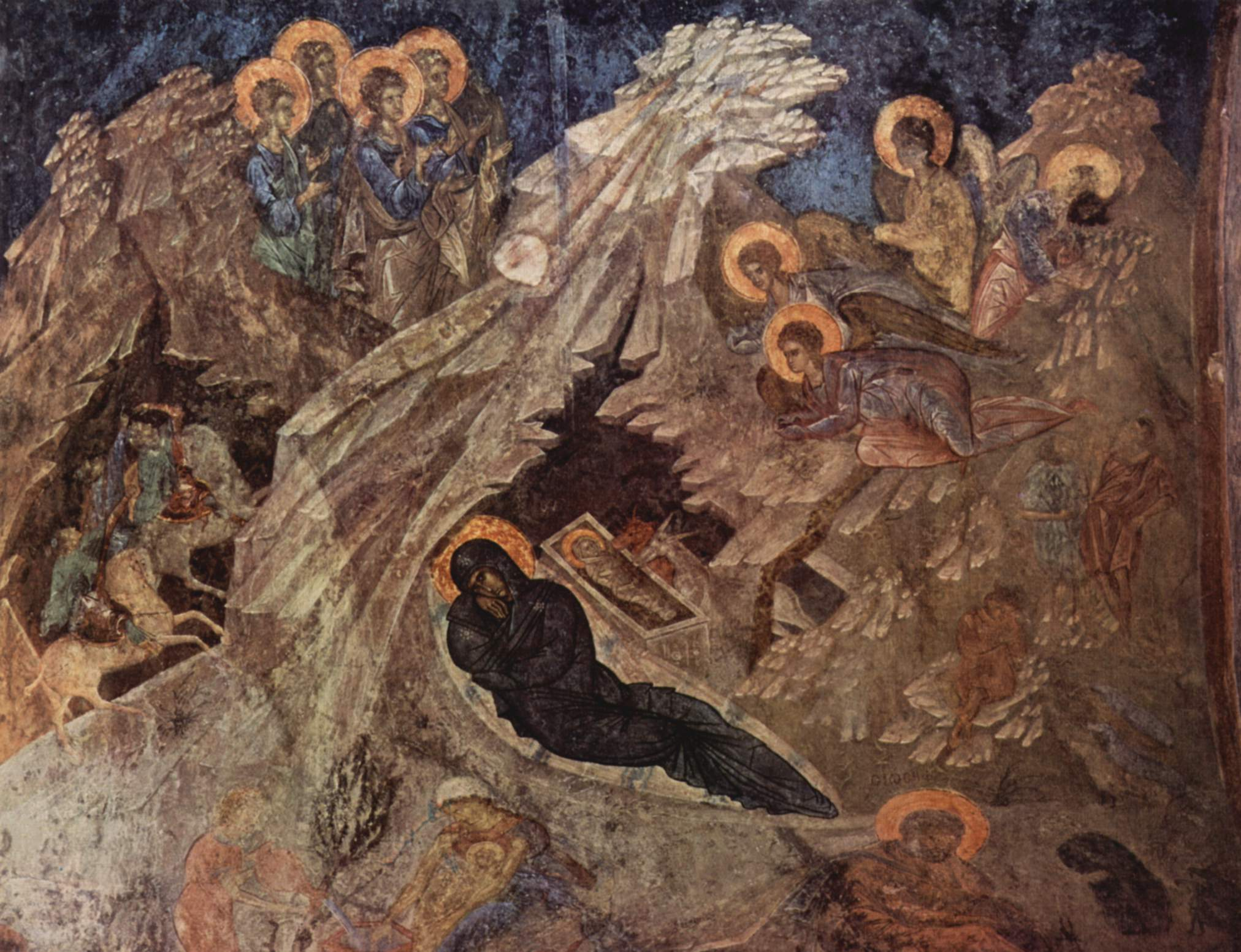
Fresko

Das Peribleptos-Kloster (griechisch Μονή Παναγίας Περιβλέπτου, Kloster der Hochverehrten Allerheiligsten [Gottesmutter]) war ein griechisch-orthodoxes Kloster in Mystras in Griechenland. Es entstand wahrscheinlich im 14. Jahrhundert und war teilweise in eine Felsengrotte gehauen (Demeterhöhle). Im 15. Jahrhundert wurde es nach der osmanischen Eroberung aufgelöst.
In der Klosterkirche sind Fresken aus der Zeit zwischen 1348 und 1380 erhalten, die zu den seltenen erhaltenen Zeugnissen spätbyzantinischer Kunst in Griechenland gehören.
Peribleptosklöster gab es zudem in Konstantinopel und in Thessaloniki.